# Zisterzienserkloster Pra’d Mill
Das Zisterzienserkloster Pra’d Mill ist seit 1995 (1998) ein Kloster der Zisterzienser in Bagnolo Piemonte, Provinz Cuneo, Bistum Saluzzo in Italien.

## Geschichte
Die Stiftung des Klosters geht zurück auf die Gräfin Leletta d’Isola (eigentlich: Aurelia Oreglia d’Isola, 1926–1993), die zusammen mit ihrem Bruder Aimaro Oreglia d’Isola (* 1928) das Besitztum (mit Verkündigungskapelle und Herrenhaus) zur Verfügung stellte und seit 1979 den Namen Dominus tecum („Der Herr sei mit Dir!“, Teil des Ave Maria) vorgesehen hatte. Die Besiedelung durch Mönche der Abtei Lérins war das Ergebnis 1984 geknüpfter Kontakte zwischen Leletta, die gleichzeitig die Gründung des Karmelitinnenklosters Mater Misericordiae in Quart betrieb, und Pater Cesare Falletti, der 1995 mit wenigen Mitbrüdern die Gemeinschaft gründete, die 1998 kanonisch errichtet und 2009 zum Priorat erhoben wurde. Die modernen Gebäude sind das Werk des Architekten Maurizio Momo. Heute wird das einsam gelegene Kloster von 16 Mönchen bewohnt, die ihren Lebensunterhalt vor allem mit Konfitüreherstellung bestreiten. Der Konvent betreibt Lelettas Seligsprechung. 

### Obere
- 1995–2009: Cesare Falletti, Oberer
- 2009–2015: Cesare Falletti, Prior
- 2015–: Emanuele Marignano, Prior

### Inschrift zur Gründung
(Der zur endgültigen Gründung führende Schlüsselaufenthalt am Ort war Anlass für eine Zufallsöffnung der Bibel, die zu folgendem Ausschnitt der Offenbarung des Johannes führte:) „Dann sah ich einen neuen Himmel und eine neue Erde; denn der erste Himmel und die erste Erde sind vergangen, auch das Meer ist nicht mehr. Ich sah die heilige Stadt, das neue Jerusalem, von Gott her aus dem Himmel herabkommen; sie war bereit wie eine Braut, die sich für ihren Mann geschmückt hat. Da hörte ich eine laute Stimme vom Thron her rufen: Seht, die Wohnung Gottes unter den Menschen! Er wird in ihrer Mitte wohnen, und sie werden sein Volk sein; und er, Gott, wird bei ihnen sein“. [Kommentar des Klosters:] “Il Monastero Dominus Tecum è nato dalla lettura di questo passo dell’Apocalisse [21,1–6] per essere una dimora di Dio con gli uomini. Luogo d’incontro, nascosto e silenzioso, fra Dio e l’uomo, come lo è il seno della Vergine Maria dopo l’Annunciazione: Il Signore è con te. Luogo del canto nuziale fra Cristo e la Chiesa sua sposa, eco del Magnificat e dell’Alleluia delle schiere dei Beati che cantano la vittoria dell’Agnello.” (Das Kloster Dominus Tecum ist aus der Lektüre des Abschnitts 21, 1–6 der Offenbarung des Johannes hervorgegangen, um eine Wohnung Gottes unter den Menschen zu sein. Verborgener und stiller Ort der Begegnung zwischen Gott und dem Menschen, ganz wie der Leib der Jungfrau Maria nach der Verkündigung: Der Herr ist mit Dir. Ort des Brautgesangs zwischen Christus und der Kirche, Echo des Magnificat und des Halleluja der himmlischen Heerscharen, welche den Sieg des Lammes loben und preisen.)